# Specklinia striata
Specklinia striata är en orkidéart som först beskrevs av Hendrik Charles Focke, och fick sitt nu gällande namn av Carlyle August Luer. Specklinia striata ingår i släktet Specklinia och familjen orkidéer. Inga underarter finns listade i Catalogue of Life.